# Martinuskerk (Hempens)
De Martinuskerk is een kerkgebouw in Hempens in de Nederlandse provincie Friesland.

## Beschrijving
De kerk uit 1806, met een voorganger die gewijd was aan de heilige Martinus, is op 9 december 1945 grotendeels afgebrand. De toren van twee geledingen met ingesnoerde spits en de westgevel dateren uit 1872. De rest van de driezijdig gesloten zaalkerk is naar plannen van A.H. Visser in 1948 herbouwd. De kerk is op eerste kerstdag 1948 ingewijd.. De luidklokken die door de Duitse bezetter waren gevorderd zijn in 1949 vervangen.